# ISO 3166-2:MX
ISO 3166-2:MX is een ISO-standaard met betrekking tot de zogenaamde geocodes. Het is een subset van de ISO 3166-2 tabel, die specifiek betrekking heeft op Mexico.
De gegevens werden tot op 23 november 2017 geüpdatet op het ISO Online Browsing Platform (OBP). Hier worden 31 staten - state (en) / État (fr) / estado (es) – en 1 federaal district - federal district (en) / district fédéral (fr) / distrito federal (es) - gedefinieerd.
Volgens de eerste set, ISO 3166-1, staat MX voor Mexico, het tweede gedeelte is een drieletterige code.

## Codes
| Code   | Naam                            | Categorie         |
| ------ | ------------------------------- | ----------------- |
| MX-AGU | Aguascalientes                  | staat             |
| MX-BCN | Baja California                 | staat             |
| MX-BCS | Baja California Sur             | staat             |
| MX-CAM | Campeche                        | staat             |
| MX-CHP | Chiapas                         | staat             |
| MX-CHH | Chihuahua                       | staat             |
| MX-CMX | Ciudad de México                | federaal district |
| MX-COA | Coahuila de Zaragoza            | staat             |
| MX-COL | Colima                          | staat             |
| MX-DUR | Durango                         | staat             |
| MX-GUA | Guanajuato                      | staat             |
| MX-GRO | Guerrero                        | staat             |
| MX-HID | Hidalgo                         | staat             |
| MX-JAL | Jalisco                         | staat             |
| MX-MEX | México (estado)                 | staat             |
| MX-MIC | Michoacán de Ocampo             | staat             |
| MX-MOR | Morelos                         | staat             |
| MX-NAY | Nayarit                         | staat             |
| MX-NLE | Nuevo León                      | staat             |
| MX-OAX | Oaxaca                          | staat             |
| MX-PUE | Puebla                          | staat             |
| MX-QUE | Querétaro                       | staat             |
| MX-ROO | Quintana Roo                    | staat             |
| MX-SLP | San Luis Potosí                 | staat             |
| MX-SIN | Sinaloa                         | staat             |
| MX-SON | Sonora                          | staat             |
| MX-TAB | Tabasco                         | staat             |
| MX-TAM | Tamaulipas                      | staat             |
| MX-TLA | Tlaxcala                        | staat             |
| MX-VER | Veracruz de Ignacio de la Llave | staat             |
| MX-YUC | Yucatán                         | staat             |
| MX-ZAC | Zacatecas                       | staat             |